# Аджарский областной комитет КП Грузии
Аджарский областной комитет КП Грузии — центральный партийный орган, существовавший в Аджарской АССР с 16 июля 1921 по 26 августа 1991 года.

## Руководство

### Ответственные секретари обкома КП Грузии(б)/КП Грузии
- Гамбаров (Гамбарян), Александр Григорьевич (1921)
- Бердзенишвили, Кирилл (1921—1922)
- Такоев, Симон Алиевич (6.1922)
- Сванидзе, Николай Самсонович (6.1922 — 1924)
- Гогоберидзе, Леван Давидович (1924—1925)
- Акиртава, Николай Николаевич (04. — 12.1926)
- Панцхава, Николай Евсеевич (12.1926 — 1929)
- Мамулия, Самсон Андреевич (1929—1930)
- Гобечия, Михаил Алексеевич (1931 — 13.1.1932)
- Геурков, Артемий Григорьевич (13.1 — .5.1932)

### Первые секретари обкома КП Грузии(б)/КП Грузии
- Геурков, Артемий Григорьевич (13.01.1932 — 14.04.1937)
- Кочламазашвили, Иосиф Дмитриевич (13.04.1937 — 23.02.1938)
- Саджая, Алексей Николаевич (23.2 — 29.11.1938)
- Барамия, Михаил Иванович (1938—1940)
- Твалчрелидзе Георгий Григорьевич (1940—1944)
- Бечвая, Кирилл Георгиевич (1944—1951)
- Хантадзе Давид Георгиевич (1951 — 12.7.1952)
- Цинцабадзе, Григорий Наевич (12.7.1952 — 5.1953)
- Джаши Макарий Иванович (5.1953 — 1.1954)
- Мамуладзе, Давид Михайлович (1.1954 — 3.1961)
- Тхилайшвили, Александр Дурсунович (1961—1975)
- Папунидзе, Вахтанг Рафаэлович (1975—1986)
- Эмиридзе, Гурам Хусейнович (1986 — 08.03.1990)
- Хахва, Тенгиз Сулейманович (8 марта 1990 — март 1991)
- Цулукидзе, Илья Владимирович (март — 26 августа 1991)